# كريستين ماري كابانوس
كريستين ماري كابانوس (Christine Marie Cabanos) هي مؤدية أصوات أمريكية ولدت في 12 يوليو.

## أدوارها في الأنمي

### مسلسلات أنمي تلفزيونية
- الفتاة الساحرة مادوكا ماجيكا - مادوكا كانامي
- كيل لا كيل - ماكو مانكانشوكو
- كاي-أون! - أزوسا ناكانو
- كاي-أون!! - أزوسا ناكانو
- سورد آرت أونلاين - سيليكا
- تورادورا! - مينوري كوشييدا
- لاف لايف! - يوكيهو كوساكا
- بوكيمون أوريجينز - رينا
- البلدة في غيابي - هيرومي سوغيتا
- البدلة المتنقلة جاندام: أيتام الدم الحديدي - آلميريا بودوين
- الإكسورسيست الأزرق - شييمي مورياما
- الإكسورسيست الأزرق: ملك كيوتو الملوث - شييمي مورياما
- ماغي: The Labyrinth of Magic - بيستي، ناجا
- ماغي: The Kingdom of Magic - ناجا
- البطلة يونا يوكي - سونوكو نوغي
- ري:بداية الحياة في عالم آخر من نقطة الصفر - فيلت
- كاكيغوروي - نانامي تسوبومي
- هاي سكور غيرل - أكيرا أونو
- كوروموكورو - ريتا
- فيت/إكسترا Last Encore - راني VIII

### أفلام أنمي
- لاف لايف! ذا سكول آيدول موفي - يوكيهو كوساكا
- بلام! - زورو
- لو فوق الحائط - لو

## أدوارها في الرسوم المتحركة
- زاك ستورم - سيسي

## أدوارها في ألعاب الفيديو
- دانغانرونبا 2: غودباي ديسبير - تشياكي نانامي
- دانغانرونبا V3: كيلينغ هارموني - هيميكو يومينو
- بيرسونا 5 - شيهو سوزوي
- تيلز أوف زيستيريا - سيمون
- بويو بويو تتريس - آميتي
- سكالغيرلز - فيليا

## وصلات خارجية
- كريستين ماري كابانوس على موقع IMDb (الإنجليزية)
- كريستين ماري كابانوس على موقع قاعدة بيانات الفيلم (الإنجليزية)
- كريستين ماري كابانوس على موقع ANN person (الإنجليزية)